# Fernando Campo Crespo
Fernando Campo Crespo (Valladolid, 30 de diciembre de 1953-Miranda de Ebro, 3 de febrero de 2025) fue un político español, que desarrolló su labor política en Miranda de Ebro. Fue alcalde del Ayuntamiento de Miranda de Ebro por el PSOE entre 2003 y 2015.

## Biografía
Fernando Campo nació en la ciudad de Valladolid. Estaba  casado y no tuvo hijos. Tras sus estudios básicos, se diplomó en Relaciones Laborales y Técnico de Laboratorio.
Según él, su mayor pasión es la lectura y presumía de tener una biblioteca personal de más de 2000 libros.
Falleció en Miranda de Ebro, ciudad donde creció y desarrolló su vida política y personal, el 3 de febrero de 2025 a los 71 años de edad.

## Trayectoria política
Fernando Campo fue concejal del Ayuntamiento de la localidad burgalesa de Miranda de Ebro desde las primeras elecciones municipales democráticas. En las de 1979 fue elegido en las listas de la maoísta Organización Revolucionaria de Trabajadores (ORT). También perteneció al Sindicato Unitario, vinculado a la ORT. El 1 de enero de 1983 se afilió al Partido Socialista Obrero Español (PSOE) y fue alcalde de la localidad mirandesa desde 2003 hasta 2015, así como vicepresidente de la Federación de Municipios y Provincias de Castilla y León.

| Predecesor: Julián Simón Romanillos | Alcalde de Miranda de Ebro 2003 – 2015 | Sucesora: Aitana Hernando |